# Eriochloa crebra
Eriochloa crebra är en gräsart som beskrevs av Stanley Thatcher Blake. Eriochloa crebra ingår i släktet Eriochloa och familjen gräs. Inga underarter finns listade i Catalogue of Life.